# Glacier Bow
Pour les articles homonymes, voir Bow.
Le glacier Bow est situé dans le parc national Banff, en Alberta (Canada), à environ 37 kilomètres au nord-ouest de Lake Louise, et peut être aperçu depuis la Promenade des Glaciers.
Le glacier Bow est un écoulement du champ de glace Wapta (Wapta Icefield), qui se trouve le long de la ligne de partage des eaux, les écoulements du glacier pourvoient en eau le lac Bow et la Bow River. La Bow Valley fut creusée par le glacier avant qu'il ne se retire à la fin de la dernière ère glaciaire. Depuis la fin du Petit âge glaciaire en 1850, le glacier Bow n'a pas cessé de reculer. Entre 1850 et 1953, le glacier recula d'environ 1 100 mètres et, depuis cette période, de nouveaux retraits ont donné naissance à un lac, près de la moraine à la pointe de la langue de glace. Le processus de sédimentation s'est également accéléré dans le lac Bow en raison de l'érosion du sol qui auparavant était protégé par le glacier, créant un petit delta de sédiment à l'ouest du lac.